# Bohumil Říha
Bohumil Říha (Vyšetice, 22 febbraio 1907 – Dobříš, 15 dicembre 1987) è stato uno scrittore ceco.

## Biografia

### Gioventù e formazione
Nacque nel villaggio di Vyšetice, oggi frazione di Šebířov. Suo padre era il fabbro del villaggio, quindi l'intera famiglia si trasferiva di tenuta in tenuta per seguire il lavoro del padre. Frequentò la scuola elementare di Mladá Vožice. Successivamente, la famiglia si stabilì a Čáslav, dove Bohumil completò la scuola cittadina e frequentò l'istituto magistrale, in cui si diplomò nel 1925. Nei tre anni successivi fu supplente nella zona di Čáslav. Dopo aver prestato il servizio militare, divenne insegnante di ruolo nella scuola cittadina di Habry. Da lì fu trasferito alla scuola cittadina di Poděbrady, dove insegnò fino al 1945.

### Dopo il 1945
Dopo il 1945, Říha, che aveva tendenze di sinistra, aderì al Partito Comunista Cecoslovacco e divenne ispettore scolastico, prima a Vysoké Mýto, poi a Poděbrady. Dal 1949, nel tempo libero, si dedica a scrivere. Nel 1952 divenne segretario dell'Unione degli scrittori cecoslovacca, l'organizzazione attraverso la quale il partito comunista controllava l'attività letteraria. Grazie al suo incarico, compì frequenti viaggi: visitò l'Unione Sovietica, la Cina, il Messico e altri paesi. Dal 1956 al 1967 fu direttore di Albatros, la casa editrice statale per i libri per ragazzi.

### Attività sociale
Nel 1967 andò in pensione, ma rimase impegnato nella vita pubblica. Nel 1971, in pieno clima di normalizzazione aderì all'Unione degli scrittori e un anno dopo divenne membro della presidenza e del comitato esecutivo. Fu attivo nell'UNESCO e nell'International Board of Books for Young People (IBBY). Per il suo impegno e per la sua attività di scrittore per ragazzi, ricevette il Premio Hans Christian Andersen. Nel 1977 è stato uno dei principali firmatari dell'Anticharta, con cui molti artisti comunisti presero le distanze dalla Charta 77.
Ottenne numerosi riconoscimenti statali. Nel 1967 gli fu conferito il titolo di artista meritevole, nel 1975 quello di artista nazionale. Fu insignito dell'Ordine del Lavoro (1977) e dell'Ordine della Repubblica (1982). Nel 1980 ricevette il Premio Klement Gottwald per la sua trilogia sul regno di Giorgio di Poděbrady ("Inginocchiati davanti a me", "Aspettando il re", "E rimase solo la spada").
Morì a Dobříš all'età di 80 anni. È sepolto a Poděbrady.

## Opere
I romanzi storici tratti dalla storia ceca possono essere considerati i suoi lavori migliori. Alcuni dei suoi libri sono stati tradotti in molte lingue. Era ed è considerato uno dei principali rappresentanti del realismo socialista dopo il 1945.
Dopo il 1989, i suoi libri per bambini sono stati censurati dall'editore per questioni ideologiche (rimozione dei riferimenti al socialismo reale) e culturali (punizione corporale dei bambini, maltrattamento degli animali, fumo). Più di un terzo delle voci sono state rimosse dalla sua enciclopedia per ragazzi.

### Romanzi politicamente impegnati
- Země dokořán, 1950, sull'occupazione delle terre di confine
- Dvě jara, 1952, descrive i cambiamenti della vita di un villaggio dopo la collettivizzazione del 1948
- Venkovan, 1955 – prima parte, 1958 – seconda parte, sulla trasformazione della vita delle persone nel nuovo ordine sociale

### Libri della maturità
- Doktor Meluzin, 1973 da cui è tratto il film Dým bramborové natě, su un medico del villaggio
- Divný člověk
- O rezavém rváči a huňatém pánovi, 1971

### Romanzi storici
- Trilogia sul regno di Giorgio di Poděbrady:
  - Přede mnou poklekni, 1971
  - Čekání na krále, 1977
  - A zbyl jen meč, 1978

### Per ragazzi
Ha anche lavorato a diverse pubblicazioni destinate all'insegnamento, come la lettura di libri e libri di testo per le scuole primarie o l'enciclopedia educativa dei bambini, all'epoca apprezzata.
- O lékaři Pingovi, 1941
- O třech penízcích, 1941
- Honzíkova cesta, 1954
- O letadélku Káněti, 1957
- Pět bohů táhne přes moře
- Jak vodníci udobřili sumce
- Dva kluci v palbě
- Velká obrázková knížka pro malé děti, 1959, 1976 scritto con Milena Lukešová
- Divoký koník Ryn 1966
- Jak jel Vítek do Prahy
- Dětská encyklopedie, illustrata da Vladimír Fuka; 1959, 1962, 1966, 1971
- Střídá se kapitán
- Adam a Otka, 1970
- Nový Gulliver, 1973, romanzo di fantascienza
- Indiánská romance, 1981
- Vítek, 1982
- Já ho vypátrám sám, 1987